# Élections cantonales de 2004 dans le Calvados
Les élections cantonales ont eu lieu les 21 et 28 mars 2004.
Lors de ces élections, 23 des 49 cantons du Calvados ont été renouvelés. Elles ont vu la reconduction de la majorité UDF dirigée par Anne d'Ornano, présidente du conseil général depuis 1991.

## Résultats à l’échelle du département
Répartition départementale des résultats (2e tour).
- PCF (3,17 %)
- PS (47,88 %)
- DVG (2,22 %)
- UMP (10,3 %)
- UDF (15,07 %)
- DVD (21,37 %)

| Étiquette      | Étiquette                          | Premier tour | Premier tour | Second tour | Second tour | Sièges |
| Étiquette      | Étiquette                          | Voix         | %            | Voix        | %           | Sièges |
| -------------- | ---------------------------------- | ------------ | ------------ | ----------- | ----------- | ------ |
|                | Parti socialiste                   | 36 170       | 29,54        | 46 652      | 47,88       | 11     |
|                | Parti communiste français          | 6 363        | 5,20         | 3 087       | 3,17        | 0      |
|                | Parti radical de gauche            | 5 921        | 4,84         |             |             |        |
|                | Divers gauche                      | 2 941        | 2,40         | 2 163       | 2,22        | 0      |
|                | Les Verts                          | 2 720        | 2,22         |             |             |        |
|                | Extrême gauche                     | 2 360        | 1,93         |             |             |        |
| Gauche         | Gauche                             | 56 475       | 46,13        | 51 902      | 53,27       | 11     |
|                |                                    |              |              |             |             |        |
|                | Divers droite                      | 31 520       | 25,74        | 20 822      | 21,37       | 8      |
|                | Front national                     | 12 761       | 10,42        |             |             |        |
|                | Union pour la démocratie française | 11 437       | 9,34         | 14 680      | 15,07       | 2      |
|                | Union pour un mouvement populaire  | 9 400        | 7,68         | 10 037      | 10,30       | 2      |
|                | Extrême droite                     | 326          | 0,27         |             |             |        |
| Droite         | Droite                             | 65 444       | 53,13        | 45 539      | 46,74       | 12     |
|                |                                    |              |              |             |             |        |
|                | Divers                             | 275          | 0,22         |             |             |        |
|                | Écologistes divers                 | 241          | 0,20         |             |             |        |
|                |                                    |              |              |             |             |        |
| Inscrits       | Inscrits                           | 202 472      | 100,00       | 155 070     | 100,00      |        |
| Abstention     | Abstention                         | 74 478       | 36,78        | 52 379      | 33,78       |        |
| Votants        | Votants                            | 127 994      | 63,22        | 102 691     | 66,22       |        |
| Blancs et nuls | Blancs et nuls                     | 5 559        | 4,34         | 5 250       | 5,11        |        |
| Exprimés       | Exprimés                           | 122 435      | 95,66        | 97 441      | 94,89       |        |

## Résultats par canton

### Canton d'Aunay-sur-Odon
| Candidats      | Candidats         | Étiquette      | Premier tour | Premier tour | Second tour | Second tour |
| Candidats      | Candidats         | Étiquette      | Voix         | %            | Voix        | %           |
| -------------- | ----------------- | -------------- | ------------ | ------------ | ----------- | ----------- |
|                | Claude Hamelin*   | DVD            | 1 352        | 38,18        | 2 342       | 66,10       |
|                | Marcel Bonnevalle | DVD            | 859          | 24,26        | 1 201       | 33,90       |
|                | René Jouvin       | FN             | 431          | 12,17        |             |             |
|                | Bruno Caer        | PRG            | 429          | 12,12        |             |             |
|                | Maryvonne Bayet   | PCF            | 421          | 11,89        |             |             |
|                | Joël Goulet       | EXD            | 49           | 1,38         |             |             |
|                |                   |                |              |              |             |             |
| Inscrits       | Inscrits          | Inscrits       | 5 661        | 100,00       | 5 661       | 100,00      |
| Abstention     | Abstention        | Abstention     | 1 920        | 33,92        | 1 819       | 32,13       |
| Votants        | Votants           | Votants        | 3 741        | 66,08        | 3 842       | 67,87       |
| Blancs et nuls | Blancs et nuls    | Blancs et nuls | 200          | 5,35         | 299         | 7,78        |
| Exprimés       | Exprimés          | Exprimés       | 3 541        | 94,65        | 3 543       | 92,22       |

*sortant

### Canton de Balleroy
| Candidats      | Candidats          | Étiquette      | Premier tour | Premier tour |
| Candidats      | Candidats          | Étiquette      | Voix         | %            |
| -------------- | ------------------ | -------------- | ------------ | ------------ |
|                | Michel Granger*    | DVD            | 2 140        | 50,50        |
|                | Catherine Rollo    | PS             | 1 408        | 33,22        |
|                | Bernard Tallendier | FN             | 690          | 16,28        |
|                |                    |                |              |              |
| Inscrits       | Inscrits           | Inscrits       | 7 301        | 100,00       |
| Abstention     | Abstention         | Abstention     | 2 862        | 39,20        |
| Votants        | Votants            | Votants        | 4 439        | 60,80        |
| Blancs et nuls | Blancs et nuls     | Blancs et nuls | 201          | 4,53         |
| Exprimés       | Exprimés           | Exprimés       | 4 238        | 95,47        |

*sortant

### Canton de Bayeux
| Candidats      | Candidats           | Étiquette      | Premier tour | Premier tour | Second tour | Second tour |
| Candidats      | Candidats           | Étiquette      | Voix         | %            | Voix        | %           |
| -------------- | ------------------- | -------------- | ------------ | ------------ | ----------- | ----------- |
|                | Jean-Léonce Dupont* | UDF            | 3 535        | 42,31        | 4 435       | 51,04       |
|                | Nathalie Le Moal    | PS             | 2 415        | 28,90        | 4 255       | 48,96       |
|                | Chantal Simonot     | FN             | 839          | 10,04        |             |             |
|                | Daniel Jacqueline   | DVD            | 751          | 8,99         |             |             |
|                | Marc Eyraud         | PRG            | 475          | 5,69         |             |             |
|                | Marie-Claire Muller | PCF            | 340          | 4,07         |             |             |
|                |                     |                |              |              |             |             |
| Inscrits       | Inscrits            | Inscrits       | 14 280       | 100,00       | 14 283      | 100,00      |
| Abstention     | Abstention          | Abstention     | 5 590        | 39,15        | 5 186       | 36,31       |
| Votants        | Votants             | Votants        | 8 690        | 60,85        | 9 097       | 63,69       |
| Blancs et nuls | Blancs et nuls      | Blancs et nuls | 335          | 3,86         | 407         | 4,47        |
| Exprimés       | Exprimés            | Exprimés       | 8 355        | 96,14        | 8 690       | 95,53       |

*sortant

### Canton du Bény-Bocage
| Candidats      | Candidats          | Étiquette      | Premier tour | Premier tour |
| Candidats      | Candidats          | Étiquette      | Voix         | %            |
| -------------- | ------------------ | -------------- | ------------ | ------------ |
|                | Alain Declomesnil* | DVD            | 2 557        | 68,28        |
|                | Mickaël Saudubray  | PS             | 712          | 19,01        |
|                | Samuella Lefranc   | FN             | 476          | 12,71        |
|                |                    |                |              |              |
| Inscrits       | Inscrits           | Inscrits       | 6 029        | 100,00       |
| Abstention     | Abstention         | Abstention     | 2 114        | 35,06        |
| Votants        | Votants            | Votants        | 3 915        | 64,94        |
| Blancs et nuls | Blancs et nuls     | Blancs et nuls | 170          | 4,34         |
| Exprimés       | Exprimés           | Exprimés       | 3 745        | 95,66        |

*sortant

### Canton de Bourguébus
| Candidats      | Candidats              | Étiquette      | Premier tour | Premier tour |
| Candidats      | Candidats              | Étiquette      | Voix         | %            |
| -------------- | ---------------------- | -------------- | ------------ | ------------ |
|                | Jean-Claude Carabeufs* | PS             | 4 785        | 50,08        |
|                | Éric Dechaufour        | DVD            | 2 063        | 21,59        |
|                | Suzanne Vallin         | FN             | 1 213        | 12,69        |
|                | Pascal Giloire         | Verts          | 1 086        | 11,37        |
|                | Adrien Musler          | PCF            | 408          | 4,27         |
|                |                        |                |              |              |
| Inscrits       | Inscrits               | Inscrits       | 15 145       | 100,00       |
| Abstention     | Abstention             | Abstention     | 5 091        | 33,62        |
| Votants        | Votants                | Votants        | 10 054       | 66,38        |
| Blancs et nuls | Blancs et nuls         | Blancs et nuls | 499          | 4,96         |
| Exprimés       | Exprimés               | Exprimés       | 9 555        | 95,04        |

*sortant

### Canton de Bretteville-sur-Laize
| Candidats      | Candidats           | Étiquette      | Premier tour | Premier tour | Second tour | Second tour |
| Candidats      | Candidats           | Étiquette      | Voix         | %            | Voix        | %           |
| -------------- | ------------------- | -------------- | ------------ | ------------ | ----------- | ----------- |
|                | Jacky Lehugeur      | PS             | 2 578        | 41,38        | 4 331       | 66,47       |
|                | Michel Vivier       | UMP            | 1 294        | 20,77        | 2 185       | 33,53       |
|                | Nicole Goubert      | DVD            | 828          | 13,29        |             |             |
|                | Albert Vouillemont  | FN             | 791          | 12,70        |             |             |
|                | Jacqueline Le Corre | PCF            | 464          | 7,45         |             |             |
|                | Éric Le Denmat      | SE             | 275          | 4,41         |             |             |
|                |                     |                |              |              |             |             |
| Inscrits       | Inscrits            | Inscrits       | 9 745        | 100,00       | 9 746       | 100,00      |
| Abstention     | Abstention          | Abstention     | 3 145        | 32,27        | 2 789       | 28,62       |
| Votants        | Votants             | Votants        | 6 600        | 67,73        | 6 957       | 71,38       |
| Blancs et nuls | Blancs et nuls      | Blancs et nuls | 370          | 5,61         | 441         | 6,34        |
| Exprimés       | Exprimés            | Exprimés       | 6 230        | 94,39        | 6 516       | 93,66       |

### Canton de Caen-1
| Candidats      | Candidats      | Étiquette      | Premier tour | Premier tour | Second tour | Second tour |
| Candidats      | Candidats      | Étiquette      | Voix         | %            | Voix        | %           |
| -------------- | -------------- | -------------- | ------------ | ------------ | ----------- | ----------- |
|                | Luc Duncombe   | UDF            | 2 786        | 41,50        | 3 600       | 50,01       |
|                | Jean Lemarie   | PS             | 2 123        | 31,62        | 3 598       | 49,99       |
|                | Pascale Cauchy | PRG            | 1 126        | 16,77        | Retrait     | Retrait     |
|                | Nelly Courtois | FN             | 428          | 6,37         |             |             |
|                | Yves Dupres    | EXD            | 126          | 1,88         |             |             |
|                | Gérard Becker  | PCF            | 125          | 1,86         |             |             |
|                |                |                |              |              |             |             |
| Inscrits       | Inscrits       | Inscrits       | 10 869       | 100,00       | 10 869      | 100,00      |
| Abstention     | Abstention     | Abstention     | 3 935        | 36,20        | 3 392       | 31,21       |
| Votants        | Votants        | Votants        | 6 934        | 63,80        | 7 477       | 68,79       |
| Blancs et nuls | Blancs et nuls | Blancs et nuls | 220          | 3,17         | 279         | 3,73        |
| Exprimés       | Exprimés       | Exprimés       | 6 714        | 96,83        | 7 198       | 96,27       |

### Canton de Caen-3
| Candidats      | Candidats           | Étiquette      | Premier tour | Premier tour | Second tour | Second tour |
| Candidats      | Candidats           | Étiquette      | Voix         | %            | Voix        | %           |
| -------------- | ------------------- | -------------- | ------------ | ------------ | ----------- | ----------- |
|                | Jean Notari*        | PS             | 1 888        | 28,99        | 3 734       | 54,57       |
|                | Sonia de la Provote | UDF            | 1 378        | 21,16        | 3 108       | 45,43       |
|                | Xavier Le Coutour   | PRG            | 1 328        | 20,39        | Retrait     | Retrait     |
|                | Richard Lecaplain   | UMP            | 1 204        | 18,49        | Retrait     | Retrait     |
|                | Micheline Leroy     | FN             | 442          | 6,79         |             |             |
|                | Jean-Claude Perier  | PCF            | 171          | 2,63         |             |             |
|                | Sylvaine Jehanin    | EXG            | 102          | 1,57         |             |             |
|                |                     |                |              |              |             |             |
| Inscrits       | Inscrits            | Inscrits       | 10 871       | 100,00       | 10 872      | 100,00      |
| Abstention     | Abstention          | Abstention     | 4 194        | 38,58        | 3 763       | 34,61       |
| Votants        | Votants             | Votants        | 6 677        | 61,42        | 7 109       | 65,39       |
| Blancs et nuls | Blancs et nuls      | Blancs et nuls | 164          | 2,46         | 267         | 3,76        |
| Exprimés       | Exprimés            | Exprimés       | 6 513        | 97,54        | 6 842       | 96,24       |

*sortant

### Canton de Caen-4
| Candidats      | Candidats                | Étiquette      | Premier tour | Premier tour | Second tour | Second tour |
| Candidats      | Candidats                | Étiquette      | Voix         | %            | Voix        | %           |
| -------------- | ------------------------ | -------------- | ------------ | ------------ | ----------- | ----------- |
|                | Antoine Casini*          | PS             | 1 558        | 40,87        | 2 597       | 62,19       |
|                | Christian Deleuze        | UMP            | 717          | 18,81        | 1 579       | 37,81       |
|                | Sylvie Morin Mouchenotte | UDF            | 550          | 14,43        |             |             |
|                | Jean-Philippe Izard      | PRG            | 466          | 12,22        |             |             |
|                | Jeannine Fremont         | FN             | 260          | 6,82         |             |             |
|                | Alain Leger              | PCF            | 137          | 3,59         |             |             |
|                | Pierre Casevitz          | EXG            | 124          | 3,25         |             |             |
|                | Sofiane Ferradi          | DVG            | 0            | 0,00         |             |             |
|                |                          |                |              |              |             |             |
| Inscrits       | Inscrits                 | Inscrits       | 6 594        | 100,00       | 6 594       | 100,00      |
| Abstention     | Abstention               | Abstention     | 2 669        | 40,48        | 2 269       | 34,41       |
| Votants        | Votants                  | Votants        | 3 925        | 59,52        | 4 325       | 65,59       |
| Blancs et nuls | Blancs et nuls           | Blancs et nuls | 113          | 2,88         | 149         | 3,45        |
| Exprimés       | Exprimés                 | Exprimés       | 3 812        | 97,12        | 4 176       | 96,55       |

*sortant

### Canton de Caen-5
| Candidats      | Candidats              | Étiquette      | Premier tour | Premier tour | Second tour | Second tour |
| Candidats      | Candidats              | Étiquette      | Voix         | %            | Voix        | %           |
| -------------- | ---------------------- | -------------- | ------------ | ------------ | ----------- | ----------- |
|                | Emmanuel Renard        | PS             | 1 892        | 35,58        | 3 777       | 66,36       |
|                | Sylviane Lepoittevin   | DVD            | 1 357        | 25,52        | 1 915       | 33,64       |
|                | Raphaël Yem            | Verts          | 521          | 9,80         |             |             |
|                | Jean-Jacques Broudic   | PCF            | 353          | 6,64         |             |             |
|                | Maurice Heuze          | FN             | 352          | 6,62         |             |             |
|                | Jean-Christophe Petite | EXG            | 215          | 4,04         |             |             |
|                | Christophe Garcia      | EXG            | 194          | 3,65         |             |             |
|                | Mohamed Habib          | DVG            | 137          | 2,58         |             |             |
|                | Noussithe Koueta       | DVG            | 101          | 1,90         |             |             |
|                | Besma Souli            | DVG            | 97           | 1,82         |             |             |
|                | Francis Poissel        | EXG            | 61           | 1,15         |             |             |
|                | Rémi Aillaud           | EXG            | 38           | 0,71         |             |             |
|                |                        |                |              |              |             |             |
| Inscrits       | Inscrits               | Inscrits       | 9 447        | 100,00       | 9 447       | 100,00      |
| Abstention     | Abstention             | Abstention     | 3 933        | 41,63        | 3 536       | 37,43       |
| Votants        | Votants                | Votants        | 5 514        | 58,37        | 5 911       | 62,57       |
| Blancs et nuls | Blancs et nuls         | Blancs et nuls | 196          | 3,55         | 219         | 3,70        |
| Exprimés       | Exprimés               | Exprimés       | 5 318        | 96,45        | 5 692       | 96,30       |

### Canton de Caen-10
| Candidats      | Candidats              | Étiquette      | Premier tour | Premier tour | Second tour | Second tour |
| Candidats      | Candidats              | Étiquette      | Voix         | %            | Voix        | %           |
| -------------- | ---------------------- | -------------- | ------------ | ------------ | ----------- | ----------- |
|                | Raymond Slama          | PS             | 2 564        | 31,76        | 4 790       | 57,52       |
|                | Philippe Lailler       | UDF            | 2 309        | 28,60        | 3 537       | 42,48       |
|                | Alain Gruenais         | Verts          | 1 113        | 13,78        |             |             |
|                | Jean-Charles Cotonnet  | FN             | 821          | 10,17        |             |             |
|                | Jean Moulin            | DVG            | 716          | 8,87         |             |             |
|                | Daniel Letellier       | EXG            | 378          | 4,68         |             |             |
|                | Louis Daniel Gourmelen | EXG            | 173          | 2,14         |             |             |
|                |                        |                |              |              |             |             |
| Inscrits       | Inscrits               | Inscrits       | 13 634       | 100,00       | 13 634      | 100,00      |
| Abstention     | Abstention             | Abstention     | 5 200        | 38,14        | 4 756       | 34,88       |
| Votants        | Votants                | Votants        | 8 434        | 61,86        | 8 878       | 65,12       |
| Blancs et nuls | Blancs et nuls         | Blancs et nuls | 360          | 4,27         | 551         | 6,21        |
| Exprimés       | Exprimés               | Exprimés       | 8 074        | 95,73        | 8 327       | 93,79       |

### Canton de Cambremer
| Candidats      | Candidats        | Étiquette      | Premier tour | Premier tour |
| Candidats      | Candidats        | Étiquette      | Voix         | %            |
| -------------- | ---------------- | -------------- | ------------ | ------------ |
|                | Ambroise Dupont* | UMP            | 1 256        | 55,26        |
|                | Christian Blouet | PCF            | 360          | 15,84        |
|                | Réjane Di Bianca | PS             | 337          | 14,83        |
|                | Marc Langevin    | FN             | 320          | 14,08        |
|                |                  |                |              |              |
| Inscrits       | Inscrits         | Inscrits       | 3 655        | 100,00       |
| Abstention     | Abstention       | Abstention     | 1 295        | 35,43        |
| Votants        | Votants          | Votants        | 2 360        | 64,57        |
| Blancs et nuls | Blancs et nuls   | Blancs et nuls | 87           | 3,69         |
| Exprimés       | Exprimés         | Exprimés       | 2 273        | 96,31        |

*sortant

### Canton de Caumont-l'Éventé
| Candidats      | Candidats            | Étiquette      | Premier tour | Premier tour | Second tour | Second tour |
| Candidats      | Candidats            | Étiquette      | Voix         | %            | Voix        | %           |
| -------------- | -------------------- | -------------- | ------------ | ------------ | ----------- | ----------- |
|                | Sylvie Lenourrichel* | DVD            | 908          | 34,58        | 1 509       | 57,82       |
|                | Thierry Lecres       | PS             | 604          | 23,00        | 1 101       | 42,18       |
|                | Jean-Paul Thomas     | UMP            | 427          | 16,26        |             |             |
|                | Michel Lecot         | DVG            | 407          | 15,50        |             |             |
|                | Olivier Destouches   | FN             | 280          | 10,66        |             |             |
|                |                      |                |              |              |             |             |
| Inscrits       | Inscrits             | Inscrits       | 4 335        | 100,00       | 4 335       | 100,00      |
| Abstention     | Abstention           | Abstention     | 1 573        | 36,29        | 1 539       | 35,50       |
| Votants        | Votants              | Votants        | 2 762        | 63,71        | 2 796       | 64,50       |
| Blancs et nuls | Blancs et nuls       | Blancs et nuls | 136          | 4,92         | 186         | 6,65        |
| Exprimés       | Exprimés             | Exprimés       | 2 626        | 95,08        | 2 610       | 93,35       |

*sortant

### Canton de Condé-sur-Noireau
| Candidats      | Candidats               | Étiquette      | Premier tour | Premier tour |
| Candidats      | Candidats               | Étiquette      | Voix         | %            |
| -------------- | ----------------------- | -------------- | ------------ | ------------ |
|                | Pascal Allizard*        | DVD            | 2 481        | 62,48        |
|                | Marie-Dominique Frigout | PS             | 611          | 15,39        |
|                | Valérie Dupont          | FN             | 421          | 10,60        |
|                | Roger Amand             | PRG            | 264          | 6,65         |
|                | Marianne Lasnel         | EXG            | 143          | 3,60         |
|                | Fanny Anne              | EXD            | 51           | 1,28         |
|                |                         |                |              |              |
| Inscrits       | Inscrits                | Inscrits       | 6 059        | 100,00       |
| Abstention     | Abstention              | Abstention     | 1 927        | 31,80        |
| Votants        | Votants                 | Votants        | 4 132        | 68,20        |
| Blancs et nuls | Blancs et nuls          | Blancs et nuls | 161          | 3,90         |
| Exprimés       | Exprimés                | Exprimés       | 3 971        | 96,10        |

*sortant

### Canton de Creully
| Candidats      | Candidats           | Étiquette      | Premier tour | Premier tour | Second tour | Second tour |
| Candidats      | Candidats           | Étiquette      | Voix         | %            | Voix        | %           |
| -------------- | ------------------- | -------------- | ------------ | ------------ | ----------- | ----------- |
|                | Jean-Pierre Lavisse | PS             | 3 423        | 36,47        | 5 356       | 54,43       |
|                | Patricia Le Roux    | DVD            | 3 183        | 33,91        | 4 484       | 45,57       |
|                | Joseph Letondot     | FN             | 1 025        | 10,92        |             |             |
|                | Gérard Lecornu      | PRG            | 755          | 8,04         |             |             |
|                | Jean-Claude Sever   | DVD            | 677          | 7,21         |             |             |
|                | Gilles Prunier      | PCF            | 323          | 3,44         |             |             |
|                |                     |                |              |              |             |             |
| Inscrits       | Inscrits            | Inscrits       | 14 655       | 100,00       | 14 655      | 100,00      |
| Abstention     | Abstention          | Abstention     | 4 896        | 33,41        | 4 356       | 29,72       |
| Votants        | Votants             | Votants        | 9 759        | 66,59        | 10 299      | 70,28       |
| Blancs et nuls | Blancs et nuls      | Blancs et nuls | 373          | 3,82         | 459         | 4,46        |
| Exprimés       | Exprimés            | Exprimés       | 9 386        | 96,18        | 9 840       | 95,54       |

### Canton de Dozule
| Candidats      | Candidats            | Étiquette      | Premier tour | Premier tour | Second tour | Second tour |
| Candidats      | Candidats            | Étiquette      | Voix         | %            | Voix        | %           |
| -------------- | -------------------- | -------------- | ------------ | ------------ | ----------- | ----------- |
|                | Olivier Colin*       | DVD            | 3 168        | 46,91        | 3 898       | 55,81       |
|                | Pierre Mouraret      | PCF            | 2 286        | 33,85        | 3 087       | 44,19       |
|                | Éric Pinel           | FN             | 881          | 13,04        |             |             |
|                | Barbara Lecarpentier | EXG            | 288          | 4,26         |             |             |
|                | Georges Marchand     | EXG            | 131          | 1,94         |             |             |
|                |                      |                |              |              |             |             |
| Inscrits       | Inscrits             | Inscrits       | 10 953       | 100,00       | 10 953      | 100,00      |
| Abstention     | Abstention           | Abstention     | 3 896        | 35,57        | 3 602       | 32,89       |
| Votants        | Votants              | Votants        | 7 057        | 64,43        | 7 351       | 67,11       |
| Blancs et nuls | Blancs et nuls       | Blancs et nuls | 303          | 4,29         | 366         | 4,98        |
| Exprimés       | Exprimés             | Exprimés       | 6 754        | 95,71        | 6 985       | 95,02       |

*sortant

### Canton de Falaise-Nord
| Candidats      | Candidats          | Étiquette      | Premier tour | Premier tour | Second tour | Second tour |
| Candidats      | Candidats          | Étiquette      | Voix         | %            | Voix        | %           |
| -------------- | ------------------ | -------------- | ------------ | ------------ | ----------- | ----------- |
|                | Guy Bailliart*     | PS             | 1 852        | 36,60        | 2 873       | 57,05       |
|                | Jean-Marie Gasnier | DVG            | 1 121        | 22,15        | 2 163       | 42,95       |
|                | Maurice Ruau       | DVD            | 755          | 14,92        |             |             |
|                | Denis Lelievre     | FN             | 581          | 11,48        |             |             |
|                | Maud Zucconi       | UMP            | 554          | 10,95        |             |             |
|                | Jean-Luc Lemarois  | PCF            | 197          | 3,89         |             |             |
|                |                    |                |              |              |             |             |
| Inscrits       | Inscrits           | Inscrits       | 7 880        | 100,00       | 7 880       | 100,00      |
| Abstention     | Abstention         | Abstention     | 2 622        | 33,27        | 2 456       | 31,17       |
| Votants        | Votants            | Votants        | 5 258        | 66,73        | 5 424       | 68,83       |
| Blancs et nuls | Blancs et nuls     | Blancs et nuls | 198          | 3,77         | 388         | 7,15        |
| Exprimés       | Exprimés           | Exprimés       | 5 060        | 96,23        | 5 036       | 92,85       |

*sortant

### Canton de Falaise-Sud
| Candidats      | Candidats       | Étiquette      | Premier tour | Premier tour | Second tour | Second tour |
| Candidats      | Candidats       | Étiquette      | Voix         | %            | Voix        | %           |
| -------------- | --------------- | -------------- | ------------ | ------------ | ----------- | ----------- |
|                | Roger Jardin    | DVD            | 1 690        | 45,26        | 2 004       | 49,96       |
|                | Denis Delasalle | PS             | 1 360        | 36,42        | 2 007       | 50,04       |
|                | Robert Mallet   | FN             | 381          | 10,20        |             |             |
|                | Pierre Langlois | EXG            | 206          | 5,52         |             |             |
|                | Didier Maurey   | PCF            | 97           | 2,60         |             |             |
|                |                 |                |              |              |             |             |
| Inscrits       | Inscrits        | Inscrits       | 6 551        | 100,00       | 6 551       | 100,00      |
| Abstention     | Abstention      | Abstention     | 2 623        | 40,04        | 2 314       | 35,32       |
| Votants        | Votants         | Votants        | 3 928        | 59,96        | 4 237       | 64,68       |
| Blancs et nuls | Blancs et nuls  | Blancs et nuls | 194          | 4,94         | 226         | 5,33        |
| Exprimés       | Exprimés        | Exprimés       | 3 734        | 95,06        | 4 011       | 94,67       |

### Canton de Lisieux-1
| Candidats      | Candidats        | Étiquette      | Premier tour | Premier tour |
| Candidats      | Candidats        | Étiquette      | Voix         | %            |
| -------------- | ---------------- | -------------- | ------------ | ------------ |
|                | Bernard Aubril*  | DVD            | 2 908        | 51,84        |
|                | André Lucas      | PS             | 1 526        | 27,20        |
|                | Denis Bigot      | FN             | 716          | 12,76        |
|                | Alain Angelini   | ECO            | 241          | 4,30         |
|                | Anne-Marie Bucco | PCF            | 219          | 3,90         |
|                |                  |                |              |              |
| Inscrits       | Inscrits         | Inscrits       | 9 227        | 100,00       |
| Abstention     | Abstention       | Abstention     | 3 365        | 36,47        |
| Votants        | Votants          | Votants        | 5 862        | 63,53        |
| Blancs et nuls | Blancs et nuls   | Blancs et nuls | 252          | 4,30         |
| Exprimés       | Exprimés         | Exprimés       | 5 610        | 95,70        |

*sortant

### Canton de Lisieux-2
| Candidats      | Candidats         | Étiquette      | Premier tour | Premier tour | Second tour | Second tour |
| Candidats      | Candidats         | Étiquette      | Voix         | %            | Voix        | %           |
| -------------- | ----------------- | -------------- | ------------ | ------------ | ----------- | ----------- |
|                | Clotilde Valter   | PS             | 1 461        | 32,30        | 2 699       | 56,16       |
|                | Ursula Oger       | UMP            | 1 129        | 24,96        | 2 107       | 43,84       |
|                | Anne-Marie Seguin | UDF            | 544          | 12,03        |             |             |
|                | Marcelle Bazil    | FN             | 544          | 12,03        |             |             |
|                | Richard Beauchet  | PRG            | 399          | 8,82         |             |             |
|                | Fabrice Connesson | EXG            | 211          | 4,67         |             |             |
|                | Serge Loiseau     | PCF            | 139          | 3,07         |             |             |
|                | Jean-Luc Vaugeois | EXG            | 96           | 2,12         |             |             |
|                |                   |                |              |              |             |             |
| Inscrits       | Inscrits          | Inscrits       | 8 121        | 100,00       | 8 121       | 100,00      |
| Abstention     | Abstention        | Abstention     | 3 342        | 41,15        | 3 058       | 37,66       |
| Votants        | Votants           | Votants        | 4 779        | 58,85        | 5 063       | 62,34       |
| Blancs et nuls | Blancs et nuls    | Blancs et nuls | 256          | 5,36         | 257         | 5,08        |
| Exprimés       | Exprimés          | Exprimés       | 4 523        | 94,64        | 4 806       | 94,92       |

### Canton de Lisieux-3
| Candidats      | Candidats                 | Étiquette      | Premier tour | Premier tour | Second tour | Second tour |
| Candidats      | Candidats                 | Étiquette      | Voix         | %            | Voix        | %           |
| -------------- | ------------------------- | -------------- | ------------ | ------------ | ----------- | ----------- |
|                | Brigitte Comet Cherel     | PS             | 1 428        | 27,94        | 2 912       | 52,84       |
|                | Yvon Baudouin             | UMP            | 1 071        | 20,95        | 2 599       | 47,16       |
|                | Gérard Butel              | DVD            | 893          | 17,47        |             |             |
|                | Jean-Philippe Triqueneaux | PRG            | 679          | 13,29        |             |             |
|                | Jean-Pierre Lecomte       | DVD            | 480          | 9,39         |             |             |
|                | René Sorin                | DVG            | 362          | 7,08         |             |             |
|                | Daniel Dulong             | PCF            | 198          | 3,87         |             |             |
|                |                           |                |              |              |             |             |
| Inscrits       | Inscrits                  | Inscrits       | 9 280        | 100,00       | 9 281       | 100,00      |
| Abstention     | Abstention                | Abstention     | 3 772        | 40,65        | 3 411       | 36,75       |
| Votants        | Votants                   | Votants        | 5 508        | 59,35        | 5 870       | 63,25       |
| Blancs et nuls | Blancs et nuls            | Blancs et nuls | 397          | 7,21         | 359         | 6,12        |
| Exprimés       | Exprimés                  | Exprimés       | 5 111        | 92,79        | 5 511       | 93,88       |

### Canton de Livarot
| Candidats      | Candidats             | Étiquette      | Premier tour | Premier tour | Second tour | Second tour |
| Candidats      | Candidats             | Étiquette      | Voix         | %            | Voix        | %           |
| -------------- | --------------------- | -------------- | ------------ | ------------ | ----------- | ----------- |
|                | Sébastien Leclerc     | UMP            | 959          | 31,20        | 1 567       | 46,82       |
|                | Yvette Rabout         | PS             | 728          | 23,68        | 1 009       | 30,15       |
|                | Guy Maheux            | DVD            | 643          | 20,92        | 771         | 23,04       |
|                | François Blin         | UDF            | 335          | 10,90        |             |             |
|                | Jean-Pierre Libbrecht | FN             | 309          | 10,05        |             |             |
|                | Gérard de Lesquen     | EXD            | 100          | 3,25         |             |             |
|                |                       |                |              |              |             |             |
| Inscrits       | Inscrits              | Inscrits       | 4 934        | 100,00       | 4 934       | 100,00      |
| Abstention     | Abstention            | Abstention     | 1 727        | 35,00        | 1 482       | 30,04       |
| Votants        | Votants               | Votants        | 3 207        | 65,00        | 3 452       | 69,96       |
| Blancs et nuls | Blancs et nuls        | Blancs et nuls | 133          | 4,15         | 105         | 3,04        |
| Exprimés       | Exprimés              | Exprimés       | 3 074        | 95,85        | 3 347       | 96,96       |

### Canton de Pont-l'Évêque
| Candidats      | Candidats           | Étiquette      | Premier tour | Premier tour | Second tour | Second tour |
| Candidats      | Candidats           | Étiquette      | Voix         | %            | Voix        | %           |
| -------------- | ------------------- | -------------- | ------------ | ------------ | ----------- | ----------- |
|                | Yves Deshayes*      | DVD            | 1 827        | 43,31        | 2 698       | 62,58       |
|                | Catherine Le Galiot | PS             | 917          | 21,74        | 1 613       | 37,42       |
|                | Gérard Poulain      | UMP            | 789          | 18,71        | Retrait     | Retrait     |
|                | Pierre Dubuc        | FN             | 560          | 13,28        |             |             |
|                | Gérard Gilbert      | PCF            | 125          | 2,96         |             |             |
|                |                     |                |              |              |             |             |
| Inscrits       | Inscrits            | Inscrits       | 7 246        | 100,00       | 7 254       | 100,00      |
| Abstention     | Abstention          | Abstention     | 2 787        | 38,46        | 2 651       | 36,55       |
| Votants        | Votants             | Votants        | 4 459        | 61,54        | 4 603       | 63,45       |
| Blancs et nuls | Blancs et nuls      | Blancs et nuls | 241          | 5,40         | 292         | 6,34        |
| Exprimés       | Exprimés            | Exprimés       | 4 218        | 94,60        | 4 311       | 93,66       |

*sortant